# Rancahilir
Rancahilir is een bestuurslaag in het regentschap Subang van de provincie West-Java, Indonesië. Rancahilir telt 3779 inwoners (volkstelling 2010).